# 奎希桑纳大酒店
奎希桑纳大酒店（Grand Hotel Quisisana）是意大利坎帕尼亚大区卡普里岛最大、最著名的酒店之一，位于卡普里镇的中心，翁贝托一世广场以南，与卡普里 Residenza 酒店和 Sanfelice别墅相对。它坐落在花园中，庞大的建筑涂上了鲜明的黄色。这也是卡普里岛的历史中心一个值得关注的餐饮场地。英国医生乔治·西德尼·克拉克于1845年建立了一个疗养院，在1861年改为奎希桑纳大酒店。在意大利语中，“奎希桑纳”意为“人们在这里医治”。
该酒店有148 间客房，八间会议室，其中一个可容纳多达500人。La Colombaia餐厅在游泳池旁边的室外餐厅提供午餐，提供新鲜的海鲜，面食和比萨饼，鸡肉菜肴和水果，奶酪和糕点。Restaurant Quisi在室内供应意大利美食晚餐，伴随着浪漫的音乐。它已被列为意大利最优秀的酒店餐厅之一。
自1986年以来，该大酒店一直是世界顶级酒店的一员，“奎希桑纳大酒店被它自己郁郁葱葱的花园所环绕，是一个令人放松的名副其实的绿洲。 露台俯瞰大海和花园，传统的，装饰典雅的客房 – 有些设有漩涡浴池 – 是卡普里岛的甜蜜生活的完美体现，著名 整个意大利和世界。电影明星，王室成员，政要和元首都选择奎希桑纳大酒店度过他们在卡普里岛的假期，证实酒店为世界上最独特的度假胜地之一。” 酒店的著名的嘉宾包括俄罗斯作家高尔基、王尔德、汤姆·克鲁斯、西德尼·谢尔顿、克劳黛·考尔白、让-保罗·萨特、杰拉尔德·福特和史汀。